# Lissonota kurilensis
Lissonota kurilensis är en stekelart som beskrevs av Tohru Uchida 1928. Lissonota kurilensis ingår i släktet Lissonota och familjen brokparasitsteklar. Inga underarter finns listade i Catalogue of Life.